# Krzysztof Smolarkiewicz

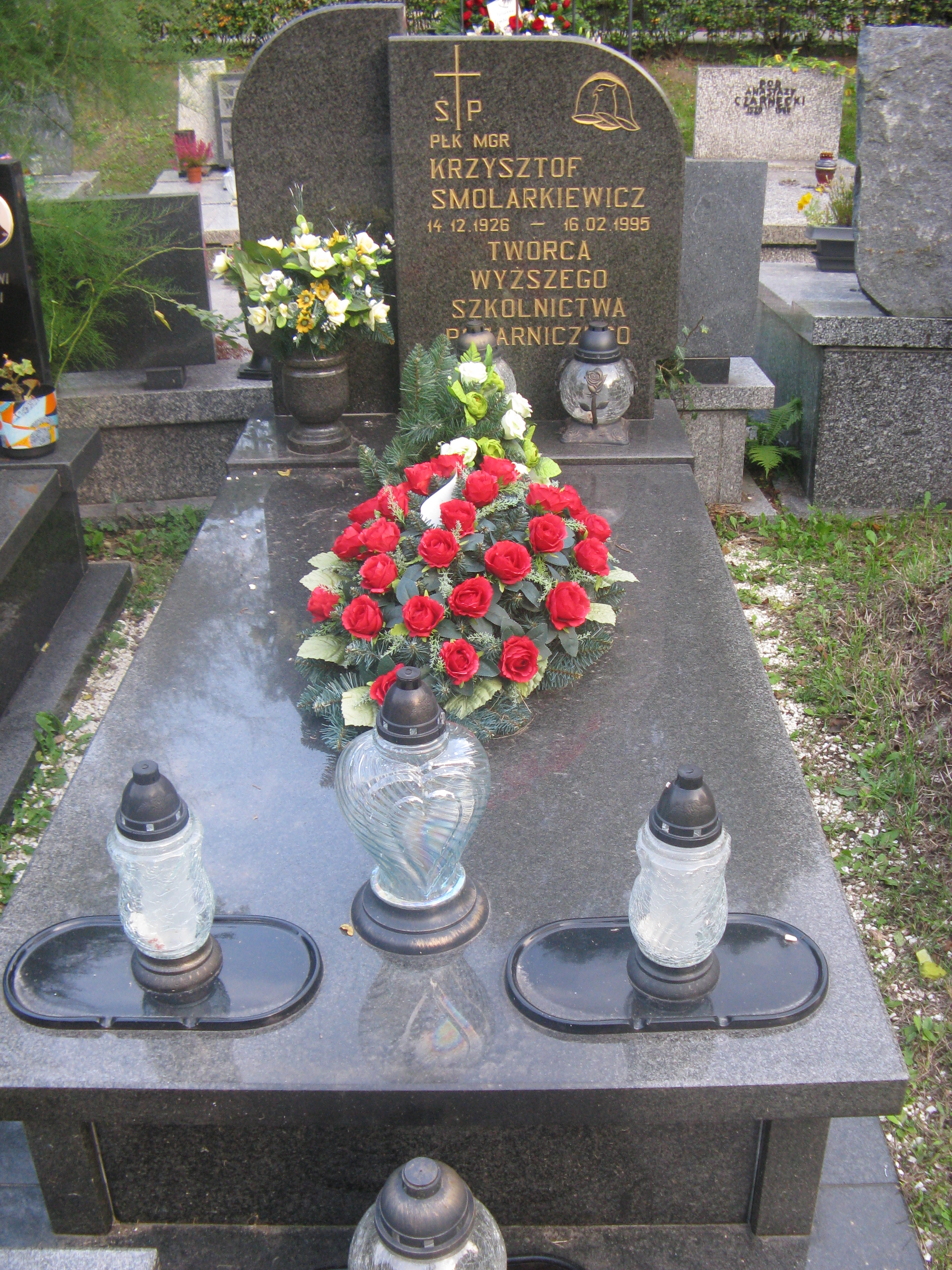
Grób Krzysztofa Smolarkiewicza na Cmentarzu Wojskowym na Powązkach

Krzysztof Smolarkiewicz (ur. 14 grudnia 1926 w Dąbrowie Górniczej, zm. 17 lutego 1995 w Warszawie) – pułkownik pożarnictwa.

## Życiorys
W wieku siedemnastu lat, w okresie II wojny światowej i niemieckiej okupacji, zgłosił się do Ochotniczej Straży Pożarnej w Dąbrowie Górniczej. Po zakończeniu II wojny światowej podjął służbę w miejskich zawodowych strażach pożarnych w Bytomiu i Katowicach.
Kurs zawodowych oficerów pożarnictwa ukończył w Centralnej Szkole Pożarniczej w Warszawie. Po kilkumiesięcznej służbie w tej szkole został wysłany do Gdańska. W latach 1949–1952 był komendantem Ośrodka Wyszkolenia Pożarnictwa Morskiego, a następnie komendantem Portowej Straży Pożarnej.
Podczas pożaru statku Stalowa Wola podjął akcję ratowniczą, która prowadzona na granicy ryzyka utraty życia przyniosła sukces w postaci likwidacji zagrożenia. W 1953 zamieszkał na stałe w Warszawie. Przez okres 5 lat pracował w Komendzie Głównej Straży Pożarnych, gdzie pełnił funkcję zastępcy komendanta głównego. W grudniu 1958 objął stanowisko komendanta Szkoły Oficerów Pożarnictwa w Warszawie, a następnie – Wyższej Oficerskiej Szkoły Pożarniczej (1971–1981). Był pomysłodawcą i twórcą Przeciwpożarowej Bazy Leśnej w Zamczysku Nowym w Puszczy Kampinoskiej.
Od listopada 1981 do końca 1988 piastował stanowisko sekretarza generalnego Zarządu Głównego Związku Ochotniczych Straży Pożarnych. Po odejściu z czynnej służby, nie zerwał ze środowiskiem, powrócił do pracy z ochotnikami. Od podstaw zbudował siedzibę Ochotniczej Straży Pożarnej w Kaskach.
Za ofiarną służbę w pożarnictwie został wyróżniony wieloma odznaczeniami państwowymi i korporacyjnymi, a jako jeden z pierwszych – Honorowym Medalem im. Józefa Tuliszkowskiego.
Zmarł 17 lutego 1995. Został pochowany na Cmentarzu Wojskowym na Powązkach w Warszawie (kwatera HIV-1-8).